# Ryusei Morikawa
Ryusei Morikawa (født 29. august 1988) er en japansk professionel fodboldspiller.
Han har spillet for flere forskellige klubber i sin karriere, herunder Grulla Morioka.